# Meri Disoski

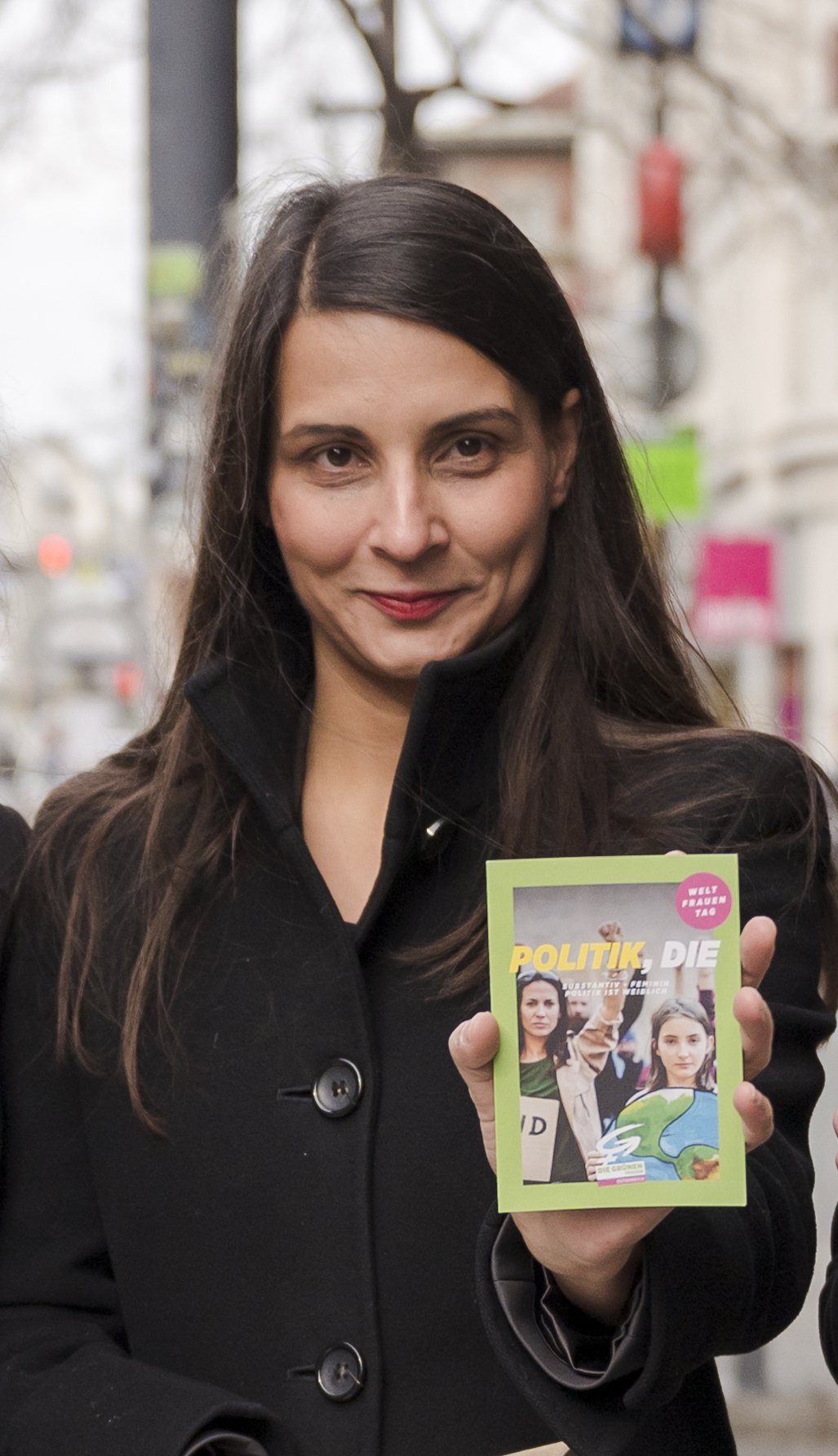
Meri Disoski (2023)

Meri Disoski (* 4. Oktober 1982 in Wien) ist eine österreichische Politikerin der Grünen. Seit dem 23. Oktober 2019 ist sie Abgeordnete zum Nationalrat.

## Leben

### Ausbildung und Beruf
Meri Disoski wurde als Tochter mazedonischer Eltern in Wien geboren und wuchs in Niederösterreich auf. Nach der Volksschule in Gramatneusiedl besuchte sie das Bundesgymnasium/Bundesrealgymnasium in Schwechat, an dem sie 2001 maturierte. Anschließend begann sie ein Diplomstudium der Germanistik mit Nebenfach Romanistik (Französistik) an der Universität Wien. Das Studium schloss sie 2009 mit einer Diplomarbeit zum Thema Seht die Lilien an, entspringt nicht Gatte und Gattin auf einem Stengel? Androgynie in Johann Wolfgang von Goethes Wilhelm Meisters Lehrjahre? als Magistra ab. Während des Studiums engagierte sie sich in der Österreichischen Hochschülerinnen- und Hochschülerschaft (ÖH).
Von 2007 bis 2011 war sie wissenschaftliche Mitarbeiterin am Institut für Germanistik der Universität Wien. Von 2009 bis 2011 schrieb sie als Redakteurin von DaStandard.at/DerStandard.at Artikel zu den Themen Integration, Migration, Bildungsfragen und Kultur. Als Mitglied der daStandard.at-Redaktion wurde sie 2010 zusammen mit Kollegen mit dem Prälat-Leopold-Ungar-JournalistInnenpreis ausgezeichnet. Von Mai 2012 bis Februar 2017 war sie Geschäftsführerin des Vereins Wirtschaft für Integration, bei dem sie im September 2011 als Pressesprecherin begann. Danach war sie ab September 2017 Büroleiterin der Wiener Vizebürgermeisterin Maria Vassilakou.

### Politik
Disoski war von 2015 bis 2017 Mitglied des Landesvorstandes der Grünen Wien sowie der Landesleitung der Wiener Landesgruppe der Grünen Wirtschaft. Von 2015 bis 2019 war sie außerdem als Bezirksrätin Mitglied der Bezirksvertretung im Wiener Gemeindebezirk Währing. Von 2017 bis 2019 fungierte sie als Wiener Delegierte zum Grünen Bundeskongress.
Bei der Nationalratswahl 2019 kandidierte sie für die Grünen auf dem sechsten Listenplatz im Landeswahlkreis Wien und hinter Lukas Hammer auf dem zweiten Listenplatz im Regionalwahlkreis Wien Nord-West. Am 23. Oktober 2019 wurde sie zu Beginn der XXVII. Gesetzgebungsperiode als Abgeordnete zum österreichischen Nationalrat angelobt. Im Rahmen der Koalitionsverhandlungen zur Regierungsbildung 2019 verhandelte sie in der Hauptgruppe Europa, Integration, Migration und Sicherheit.
Im Grünen Parlamentsklub wurde sie Bereichssprecherin für Frauen und Gleichstellung. 
Auf ihre Initiative hin wurde im Juli 2020 der Zulassungsbescheid für das Medikament „Mifegyne“ geändert. War die Tablette für den medikamentösen Schwangerschaftsabbruch bis zu diesem Zeitpunkt nur in Krankenanstalten und Ambulatorien erhältlich, kann sie seither auch durch niedergelassene Gynäkologen verschrieben werden. Im September 2020 wurde sie in den Vorstand des Österreichischen Frauenrings gewählt. Auf der Grünen Bundesfrauenkonferenz am 26. September 2020 brachte Disoski als inhaltliche Schwerpunktsetzung für die Periode zwei Leitanträge ein, von denen einer auf die Stärkung der ökonomischen Unabhängigkeit von Frauen abzielt, während der zweite den Ausbau und Schutz reproduktiver Rechte von Frauen in den Fokus stellt. Die Bundesfrauenkonferenz wählte sie mit 97 % Zustimmung zur Vorsitzenden der Grünen Frauen Österreichs.
2020 wurde sie gemeinsam mit Nina Tomaselli und Agnes Sirkka Prammer Mitglied im FC Nationalrat, dem Fußballklub des Parlaments. 
Am 19. Jänner 2021 wurden Disoski und Olga Voglauer als Nachfolgerinnen von Ewa Ernst-Dziedzic und Astrid Rössler zu den Stellvertreterinnen von Klubobfrau Sigrid Maurer gewählt. Am 30. April 2022 wurde Disoski von den Delegierten des Grünen Bundeskongresses mit 95 % der abgegebenen Stimmen in den Bundesvorstand der Grünen gewählt.
2021 beschloss der Ministerrat auf Disoskis Initiative hin, dass Personen, die einem Annäherungs- und Betretungsverbot unterliegen, sämtliche Schusswaffen entzogen werden. Von den 22 Frauenmorden des Jahres 2021 wurde etwa ein Drittel mit Schusswaffen durchgeführt. Disoski forderte bereits im Sommer 2021 ein Waffenverbot für Gefährder, im Oktober 2021 kam es in den Ministerrat und wurde auch im Innenausschuss behandelt. Die Grüne Abgeordnete setzte damit ihren Einsatz gegen Gewalt an Frauen fort: Bereits zu Beginn des Jahres 2021 hatte sie Änderungen im Sicherheitspolizeigesetz vorangetrieben, denen zufolge sich Gefährder (also Personen, die einem Annäherungs- und Betretungsverbot unterliegen) einer zumindest sechsstündigen Beratung durch ein sogenanntes Gewaltpräventionszentrum zu stellen haben. Die Kosten für diese Beratung trägt der Bund, was zur Folge hat, dass das Familienbudget in einer ohnehin konfliktgeladenen Situation nicht zusätzlich belastet wird. Nach Inkrafttreten der Neuerungen äußerten sich zahlreiche Organisationen und Experten positiv über die Änderungen.
Im Januar 2023 wurde Disoski mit 95 % der abgegebenen Stimmen in ihrer Funktion als Vorsitzende der Grünen Frauen Österreich bestätigt. Für die Nationalratswahl 2024 wurde sie auf Platz zwei der Wiener Landesliste gereiht. In der am 24. Oktober 2024 beginnenden XXVIII. Gesetzgebungsperiode wurde sie Bereichssprecherin für Außen- und Europapolitik, Frauen und Gleichstellung. Im März 2025 wurde sie mit 96 Prozent der Stimmen als Vorsitzenden der Grünen Frauen Österreich bestätigt.